# Tanaecia asoka
Tanaecia asoka är en fjärilsart som beskrevs av Felder 1867. Tanaecia asoka ingår i släktet Tanaecia och familjen praktfjärilar. Inga underarter finns listade i Catalogue of Life.